# Hedyotis andamanica
Hedyotis andamanica är en måreväxtart som beskrevs av Wilhelm Sulpiz Kurz. Hedyotis andamanica ingår i släktet Hedyotis och familjen måreväxter. Inga underarter finns listade i Catalogue of Life.